# Normalni mod
Normalni mod jednog oscilujućeg sistema je način kretanja u kome se svi delovi sistema kreću sinusoidno na istoj frekvenciji. Frekvencije normalnih modova sistema su poznate kao prirodne ili rezonantne frekvencije. Jedan fizički objekat, kao što je zgrada, most ili molekul, poseduje skup normalnih modova (i korespondirajućih frekvencija) koje su zavisne od njegove strukture i sastava. 
Normalni modovi mehaničkih sistema su jedno-frekventna rešenja jednačina kretanja. Najgeneralnije kretanje sistema je superpozicija njegovih normalnih modova. Modovi su nazvani normalni zato što oni mogu da se kreću nezavisno. Eksitacija jednog moda neće nikad prouzrokovati kretanje drugog moda. U mnogim sistemima to je ekvivalentno redukovanju kolekcije združenih oscilacija u skup razdvojenih efektivnih oscilatora. 
Uobičajeno je da se koristi sistem sastavljen od tela i opruge u ilustrovanju elastičnih struktura. Kada je takav sistem pobuđen na jednoj od njegovih prirodnih frekvencija, sve mase u njegovom sastavu se kreću na istoj frekvenciji. Faze tih masa su iste, tako da one sve prolaze kroz ekvilibrijum i maksimalnu amplitudu istovremeno. Praktični značaj toga se može ilustrovati modelom zgrade. Ako zemljotres pobudi sistem blizu jedne od prirodnih frekvencija, pomeranje jednog sprata u odnosu na drugi - u zavisnosti of moda - može biti maksimalan. Očevidno, zgrade mogu da podnesu ovakva pomeranja do određene tačke. Modelovanje zgrada putem nalaženja njihovih normalnih modova je jedan lak način da se proveri bezbednost građevinskog dizajna. Koncept normalnih modova isto tako nalazi primenu u talasnoj teoriji, optici, kvantnoj mehanici, i molekularnoj dinamici. 

## Spregnuti oscilatori
Posmatrajmo dva ekvivalentna tela (koja nisu pod uticajem gravitacije), jednakih masa M, koja su povezana sa tri opruge, svaka od kojih ima konstantu opruge K. Tela su povezana na sledeći način:
gde su krajnje tačke fiksirane i ne mogu se pomeriti. Mi ćemo koristiti x1(t) da označimo horizontano pomeranje leve mase, i x2(t) da označimo pomeranje desne mase. Ako obeležimo drugi izvod od x(t) u odnosu na vreme sa {\displaystyle {\ddot {x}}}, jednačine kretanja su:
{\displaystyle M{\ddot {x}}_{1}=-Kx_{1}+K(x_{2}-x_{1})\,\!}
{\displaystyle M{\ddot {x}}_{2}=-Kx_{2}+K(x_{1}-x_{2})\,\!}
Pošto očekujemo oscilatorno kretanje, možemo koristiti:
{\displaystyle x_{1}(t)=A_{1}e^{i\omega t}\,\!}
{\displaystyle x_{2}(t)=A_{2}e^{i\omega t}\,\!}
Zamena ovih izraza u jednačine kretanja daje:
{\displaystyle -\omega ^{2}MA_{1}e^{i\omega t}=-2KA_{1}e^{i\omega t}+KA_{2}e^{i\omega t}\,\!}
{\displaystyle -\omega ^{2}MA_{2}e^{i\omega t}=KA_{1}e^{i\omega t}-2KA_{2}e^{i\omega t}\,\!}
Eksponencijalni faktor je zajednički u svim sabircima, tako da se jednačine mogu pojednostaviti:
{\displaystyle (\omega ^{2}M-2K)A_{1}+KA_{2}=0\,\!}
{\displaystyle KA_{1}+(\omega ^{2}M-2K)A_{2}=0\,\!}
Ili u matričnoj reprezentaciji:
{\displaystyle {\begin{bmatrix}\omega ^{2}M-2K&K\\K&\omega ^{2}M-2K\end{bmatrix}}{\begin{pmatrix}A_{1}\\A_{2}\end{pmatrix}}=0}
Da bi ova jednačina imala netrivijalna rešenja, leva matrica mora biti singularna, tako da je determinanta te matrice jednaka nuli:
{\displaystyle (\omega ^{2}M-2K)^{2}-K^{2}=0\,\!}
Rešavajući po {\displaystyle \omega }, dobijaju se dva rešenja:
{\displaystyle \omega _{1}={\sqrt {\frac {K}{M}}},}
{\displaystyle \omega _{2}={\sqrt {\frac {3K}{M}}}.}
Ako zamenimo ω1 u matricu i rešimo za (A1, A2), dobijamo (1, 1). Ako zamenimo ω2, dobijamo (1, −1). (Ovi vektori su svojstveni vektori, i frekvencije su svojstvene vrednosti.)
Prvi normalni mod je:
{\displaystyle {\begin{pmatrix}x_{1}(t)\\x_{2}(t)\end{pmatrix}}=c_{1}{\begin{pmatrix}1\\1\end{pmatrix}}\cos {(\omega _{1}t+\phi _{1})}}
To odgovara situaciji gde se obe mase kreću u istom smeru. Zbog toga, frekvencija je ista kao da su mase povezane čvrstom cevi. 
Drugi normalni mod je:
{\displaystyle {\begin{pmatrix}x_{1}(t)\\x_{2}(t)\end{pmatrix}}=c_{2}{\begin{pmatrix}1\\-1\end{pmatrix}}\cos {(\omega _{2}t+\phi _{2})}}
To je slušaj gde se mase kreću u suprotnim smerovima, dok je centar mase stacionaran. Generalno rešenje je superpozicija normalnih modova gde su c1, c2, φ1, i φ2, određeni početnim uslovima problema.
Demonstrirani proces se može generalisati koristeći formalizam Lagranžeove mehanike ili Hamiltonove mehanike.

## Stacionarni talasi
Stacionarni talas je kontinualna forma normalnog moda. U stojećem talasu, svi prostorni elementi (i.e. (x, y, z) koordinate) osciluju na istoj frekvenciji i fazi (dostižući ekvilibrijsku tačku zajedno), ali imaju različite amplitude.
Opšti oblik stojećeg talasa je:
{\displaystyle \Psi (t)=f(x,y,z)(A\cos(\omega t)+B\sin(\omega t))}
gde ƒ(x, y, z) predstavlja zavisnost amplitude od lokacije, i cos\sin su oscilacije u funkciji vremena. 
Fizički, stojeći talasi se formiraju interferencijom (superpozicijom) talasa i njihovih refleksija (mada se može kazati i suprotno; da je kretanje talasa superpozicija stacionarnih talasa). Geometrijski oblik sredine određuje oblik interferencije, i stoga određuje ƒ(x, y, z) formu stojećeg talasa. Ova prostorna zavisnost se naziva normalni mod. 
Obično, problemi sa kontinuiranom zavisnošću od (x, y, z) nemaju konačan broj normalnih modova, nego imaju beskonačno mnogo normalnih modova. Ako je problem ograničen (tj. ako je definisan na konačnom prostornom segmentu) onda postoji prebrojivo mnogo (diskretno beskonačno) normalnih modova (koji su obično numerisani sa n = 1, 2, 3, ...). Ako problem nije ograničen, postoji kontinualan spektar normalnih modova.
Dozvoljene frekvencije su zavisne od normalnih modova, kao i od fizičkih konstanti problema (gustina, napon, pritisak, itd. ) koji određuju faznu brzinu talasa. Skup svih mogućih normalnih frekvencija se zove frekvencijski spektar. Obično je svaka frekvencija modulisana amplitudom na kojoj je nastala, što stvara grafikon [spektralne snage] oscilacija. 
U muzičkom smislu, normalni modovi vibracionog instrumenta (gudačke žice, vazdušna cev, bubnjevi, etc.) se zovu "harmonici" ili "viši harmonici".

## Elastična čvrsta tela
Vidi: Ajnštajnovo čvrsto telo i Debajev model
U svakom čvrstom telu na bilo kojoj temperaturi, primarne čestice (tj. atomi ili molekule) nisu stacionarni, nego vibriraju oko središnih pozicija. Karakteristika izolacionih materijala da ne sprovode toplotnu energiju je skoro isključivo zasnovan na ovim vibracijama. Mnoge fizičke osobine čvrstih tela (kao što je elastični modul) mogu se predvideti ako su poznate frekvencije na kojima čestice osciluju. Najjednostavnija pretpostavka (po Ajnštajnu) je da sve čestice osciluju oko svojih srednjih pozicija na nekoj prirodnoj frekvenciji ν. To je ekvivalentno pretpostavci da svi atomi vibriraju nezavisno na frekvenciji ν. Ajnštajn je isto tako pretpostavio da su dozvoljena energetska stanja tih oscilacija harmonici, ili integralni proizvod od hν. Spektar talasnih formi se može matematički opisati koristeći Furijeove redove sinusoidnih gustinskih fluktuacija (ili termalnih fotona).
Debaj je kasnije uvideo da je svaki oscilator stalno i intimatno spregnut sa susednim oscilatorima. S tim na umu, i zamenjujući Ajnštajnove identične nespregnute oscilatore sa istim brojem spregnutih oscilatora, Debaj je povezao elastične vibracije jedno-dimenzionalnog čvrstih tela sa brojem specijalnih vibracionih modova rastegnute niti (vidite sliku). Ćist tone najnižeg nivoa ili frekvencije se naziva fundamentalni ton, a umnošci te frekvencije se zovu viši harmonici. On je dodelio jednom oscilatoru frekvenciju fundamentalne vibracije celog čvrstog tela. Ostalim oscilatorima je dodelio harmoničke frekvencije koje su relativne u odnosu na fundamentalnu frekvenciju, tako da je najviša frekvencija ograničena kretanjem najmanje primarne celine.
Normalni modovi vibracija kristala su u uopštenom smislu superpozicije mnogih harmonika, gde svaki ima odgovarajuću amplitudu i fazu. Više talasne dužine (niže frekvencije) fotona su ekvivalentne akustičnim vibracijama. Obe vrste talasa, longitudinalni i transverzalni, se mogu propagirati kroz čvrsta tela, dok se u principu, samo longitudinalni talasi prenose u tečnostima.
U longitudinalnom (ili akustičkom) modu, pomeranje čestica oko njihovih ekvilibrijskih pozicija je koincidentno sa propagacionim pravcem talasa. Mehanički longitudinalni talasi se mogu smatrati kompresivnim talasima. U transverzalnim (ili optičkim) modovima, individualne čestice se kreću perpendikularno na pravac propagacije talasa.
Sa gledišta kvantne teorije, srednja energija normalnog vibracionog moda kristala sa karakterističnom frekvencijom υ je:
{\displaystyle E(v)={\frac {1}{2}}hv+{\frac {hv}{e^{hv/kt}-1}}}
Član (1/2)hυ predstavlja "energiju nulte tačke", ili energiju koju će jedan oscilator imati u apsolutnoj nuli. E (ν ) postaje klasična vrednost kT na visokim temperaturama.
{\displaystyle E(v)=kT\left[1+{\frac {1}{12}}{\frac {hv^{2}}{kT}}+O\left({\frac {hv}{kT}}\right)^{4}+\ldots \right]}
Entropija po normalnom modu je:
{\displaystyle {\begin{aligned}S\left(v\right)&=\int _{0}^{T}{\frac {d}{dT}}E\left(v\right){\frac {dT}{T}}\\&={\frac {E\left(v\right)}{T}}-k\log \left(1-e^{-{\frac {hv}{kT}}}\right)\\\end{aligned}}}
Slobodna energija je:
{\displaystyle F(v)=E-TS=kT\log \left(1-e^{-{\frac {hv}{kT}}}\right)}
koja, za kT >> hν, keži ka:
{\displaystyle F(v)=kT\log \left({\frac {hv}{kT}}\right)}
Da bi smo izračunali unutrašnju energiju i specifičnu toplotu, moramo da znamo broj normalnih vibracionih modova frekvencije između vrednosti ν i ν + dν. Ako dozvolimo tom broju da bude f (ν)dν, i budući da je totalni broj normalnih modova 3N, funkcija f (ν) je data sa:
{\displaystyle \int f(v)dv=3N}
Rešavajući integral se preko svih frekvencija kristala, dobija se unutrašnja energija, U:
{\displaystyle U=\int f(v)E(v)dv}

## Kvantna mehanika
U kvantnoj mehanici, stanje {\displaystyle \ |\psi \rangle } sistema se opisuje talasnom funkcijom {\displaystyle \ \psi (x,t)} koja je rešenje Šredingerove jednačine. Kvadrat apsolutne vrednosti od {\displaystyle \ \psi } ,i.e.
{\displaystyle \ P(x,t)=|\psi (x,t)|^{2}}
je verovatnoća nalaženja čestice u mestu x u vremenu t. Obično, ova jednačina opisuje neku vrstu potencijala, u kom slučaju talasna funkcija se razlaže u superpoziciju energetskih kvantnih stanja, koja osciluju sa frekvencijom {\displaystyle \omega =E_{n}/\hbar }. Na taj način se može napisati:
{\displaystyle |\psi (t)\rangle =\sum _{n}|n\rangle \left\langle n|\psi (t=0)\right\rangle e^{-iE_{n}t/\hbar }}
Eigen stanja imaju fizička značenja, i nisu samo ortonormirane baze. Kad se energija sistema meri, talasna funkcija se svodi u jedno od svojih eigen stanja, i tako se talasna funkcija čestice opisuje čistim eigen stanjem koje odgovara merenoj energiji.

## Spoljašnje veze
- Simulacija spregnutih oscilatora.
- Simulacija normalnih modova kanapa, bubnja, and šipke.
- Fotografija šolje kafe koja vibrira na frekvenciji normalnog moda